# Olle Hellbom
Nils Olof "Olle" Hellbom (8. oktober 1925 – 5. juni 1982) var en svensk filminstruktør, filmproducer og forfatter. Han er mest kendt for at have instrueret filmatiseringen af bøgerne om Astrid Lindgren. Hans film fra 1960 Alla vi barn i Bullerbyn deltog ved den 2. Moskvas internationale filmfestival. Han vandt i 1978 ved den 14. Guldbagge Awards prisen for bedste instruktør for hans film Brødrene Løvehjerte.

## Filmografi

### Instruktør
- 1957 - Mästerdetektiven Blomkvist lever farligt
- 1959 - Raggare!
- 1960 - Alla vi barn i Bullerbyn
- 1964 - Vi på Saltkråkan (TV-serie)
- 1964 - Tjorven, Båtsman och Moses
- 1965 - Tjorven och Skrållan
- 1966 - Tjorven och Mysak
- 1967 - Skrållan, Ruskprick och Knorrhane
- 1969 - Pippi Langstrømpe (Tv-serie)
- 1970 - Pippi Långstrump på de sju haven
- 1970 - På rymmen med Pippi Långstrump
- 1971 - Emil fra Lønneberg
- 1972 - Nye løjer med Emil fra Lønneberg
- 1973 - Emil och griseknoen
- 1974 - Världens bästa Karlsson
- 1977 - Brødrene Løvehjerte
- 1981 - Rasmus på luffen

### Forfatter
- 1951 - Kvinnan bakom allt
- 1951 - Hon dansade en sommar
- 1955 - Resa i natten
- 1980 - To Be a Millionaire
- 1981 - Tuppen

### Producer
- 1981 - Tuppen
- 1976 - Mina drömmars stad
- 1975 - En kille och en tjej
- 1972 - Mannen som slutade röka